# Riserva statale Campo di Mezzo-Pian di Parrocchia
La riserva statale Campo di Mezzo-Pian di Parrocchia è un'area protetta situata in comune di Fregona e posta all'estremità zona sud-occidentale dell'altopiano del Cansiglio.
Dal punto di vista geologico, la zona è compresa tra i 1.000 e i 1.500 metri d'altitudine e presenta rilievi e ondulazioni più o meno accentuati. Notevole la presenza di doline.
A parte alcune radure, la zona è quasi completamente occupata da faggete intervallate da popolazioni di abeti rossi (non autoctoni).
La fauna è assai ricca e comprende varie specie di uccelli e di mammiferi come, ad esempio, il capriolo, la volpe, la martora e la donnola; segnalata pure la presenza della lince.